# Cimetière de Chamalières
Le cimetière de Chamalières est le cimetière communal de Chamalières dans le Puy-de-Dôme. Il se trouve rue des Farges.

## Histoire et description
Il est divisé entre une partie ancienne et une partie contemporaine par une route. Quelques ifs et conifères y sont plantés. Chamalières étant depuis le milieu du XIXe siècle une banlieue bourgeoise de Clermont-Ferrand, son cimetière reflète une certaine opulence que l'on remarque dans les ornements sculptés des sépultures anciennes, quelques statues (comme la tombe Chaffraix), bas-reliefs et médaillons.

## Personnalités inhumées
- Mireille Cébeillac-Gervasoni (1942-2017), historienne spécialiste de l'Antiquité romaine
- Charles Charras (1920-2010), dramaturge
- Louis Chartoire (1895-1992), as de l'aviation pendant la Première Guerre mondiale
- Henri Deglane (1902-1975), champion olympique de lutte gréco-romaine en 1924
- Georges Nicolas Desdevize du Dézert (1854-1942), écrivain
- Louis Garandet (1930-2017), peintre
- Pierre Loiselet (1898-1968), poète et journaliste (buste en bas-relief)
- Jean-Loup Manoussi (1947-2004), rédacteur en chef de La Montagne
- Amélie Murat (1882-1940), femme de lettres
- Paul Pochet (1885-1945), maire de Chamalières
- Famille Rouzaud, fondateurs d'une chocolaterie à Royat et de la marque Marquise de Sévigné
- Jean-Baptiste Torrilhon (1824-1911), industriel du caoutchouc (chapelle et buste en marbre)
- Claude Wolff (1924-2005), maire de Chamalières et député